# Biszków
Biszków (ukr.  Бишків, Byszkiw) – wieś na Ukrainie, w obwodzie lwowskim, w rejonie lwowskim. W 2001 roku liczyła 492 mieszkańców.
Do 2020 w rejonie żółkiewskim.